# Parlamentarny Klub Ekologiczny
Parlamentarny Klub Ekologiczny – klub poselski funkcjonujący w Sejmie kontraktowym. PKE istniał do końca X kadencji Sejmu.
Skupiał 4 posłów wywodzących się z różnych ugrupowań. W jego skład wchodzili Stefan Ryder i Stanisław Wiąckowski (ze Zjednoczonego Stronnictwa Ludowego), Zdzisław Czarnobilski (z Polskiej Zjednoczonej Partii Robotniczej), a także Bohdan Osiński (ze Stronnictwa Demokratycznego), który zmarł na kilka tygodni przed końcem kadencji.